# Орешани (Топољчани)
Орешани (слч. Orešany) насељено је мјесто са административним статусом сеоске општине (слч. obec) у округу Топољчани, у Њитранском крају, Словачка Република.

## Становништво
| Година:    | 1994. | 2004.    | 2014.    | 2024.   |
| ---------- | ----- | -------- | -------- | ------- |
| Број људи: | 316   | 281      | 333      | 330     |
| Разлика:   |       | -11,07 % | +18,50 % | -0,90 % |

| Година:    | 2023. | 2024.   |
| ---------- | ----- | ------- |
| Број људи: | 325   | 330     |
| Разлика:   |       | +1,53 % |

Према подацима о броју становника из 2011. године насеље је имало 326 становника.